# Egoi Martínez
Egoi Martínez de Esteban, född 15 maj 1978 i Etxarri-Aranatz, Navarra, är en spansk professionell tävlingscyklist.

## Karriär

### !999–2005
Egoi Martínez blev professionell med det spanska stallet Caja Rural 1999 och tävlade med dem under två år innan han fortsatte sin karriär i det baskiska stallet Euskaltel-Euskadi. Han cyklade för Euskaltel-Euskadi mellan säsongen 2001 och 2005 innan han gick över till det amerikanska UCI ProTour-stallet Discovery Channel Pro Cycling Team och tävlade för dem under två år. När lagets sponsor, TV-kanalen Discovery Channel valde att inte förlänga kontraktet med cykelstallet kontrakterades Egoi Martínez återigen av det baskiska UCI ProTour-stallet Euskaltel-Euskadi. 
Spanjoren vann Tour de l'Avenir 2003 före bland annat kroaten Radoslav Rogina och fransmannen Samuel Dumoulin. Två år tidigare vann han Vuelta Ciclista a Leon.
Spanjoren slutade på 41:a plats i Tour de France 2004, som var första gången han deltog i det franska etapploppet.

### 2006–2007
Under sitt första år med Discovery Channel Pro Cycling Team vann Martínez bergstävlingen i Vuelta a España. Han vann också tävlingens elfte etapp med 55 sekunder till Iñigo Landaluze Intxaurraga och Volodymyr Gustov. Under säsongen slutade han också trea på etapp 1 av Vuelta Castilla y León och etapp 1 av Critérium du Dauphiné Libéré.
Egoi Martínez slutade tvåa på etapp 1 av Vuelta Castilla y León 2007 efter Vladimir Karpets. Han slutade också trea i Critérium du Dauphiné Libérés bergstävling efter fransmannen Rémy Di Gregorio och italienaren Morris Possoni. Under året cyklade han också Tour de France där stallkamraten Alberto Contador segrade, och Vuelta a España, som Martínez dock var tvungen att bryta.

### 2008–
Under säsongen 2008 vann Egoi Martínez bergstävlingen på Baskien runt före Morris Possoni och Amets Txurruka. Han slutade tvåa på etapp 15 av Tour de France 2008 efter Simon Gerrans. I september slutade han sexa på etapp 12 av Vuelta a España 2008 och i slutändan slutade han på nionde plats sammanlagt i tävlingen.
Egoi Martínez vann Tirreno–Adriaticos bergspristävling under säsongen 2009. I april slutade Martínez tvåa på den spanska tävlingen Klasika Primavera bakom Alejandro Valverde. Martínez ledde bergspristävlingen under fyra etapper av Tour de France 2009. Han tog till slut andra platsen i bergspristävlingen bakom Franco Pellizotti. Under Tour de France slutade han på femte plats på etapp 7 bakom Brice Feillu, Christophe Kern, Johannes Fröhlinger och Rinaldo Nocentini. Även på etapp 12 slutade han på femte plats, den gången bakom Nicki Sørensen, Laurent Lefèvre, Franco Pellizotti och Markus Fothen.
Martínez slutade på femte plats etapp 4 av Volta ao Algarve och sedan på etapp 5 i Critérium du Dauphiné under säsongen 2010. Han vann bergstävlingen på Critérium du Dauphiné. I september tog spanjoren sjätte platsen på nionde etappen av Vuelta a Espana.
Under säsongen 2012 slutade Martínez på andra plats på bergstävlingen i Tirreno–Adriatico bakom Stefano Pirazzi. I juni tog han andra platsen på etapp 5 av Critérium du Dauphiné bakom Arthur Vichot.

## Stall
- Caja Rural 1999–2000
- Euskaltel-Euskadi 2001–2005
- Discovery Channel Pro Cycling Team 2006–2007
- Euskaltel-Euskadi 2008–